# Miroslav Simić

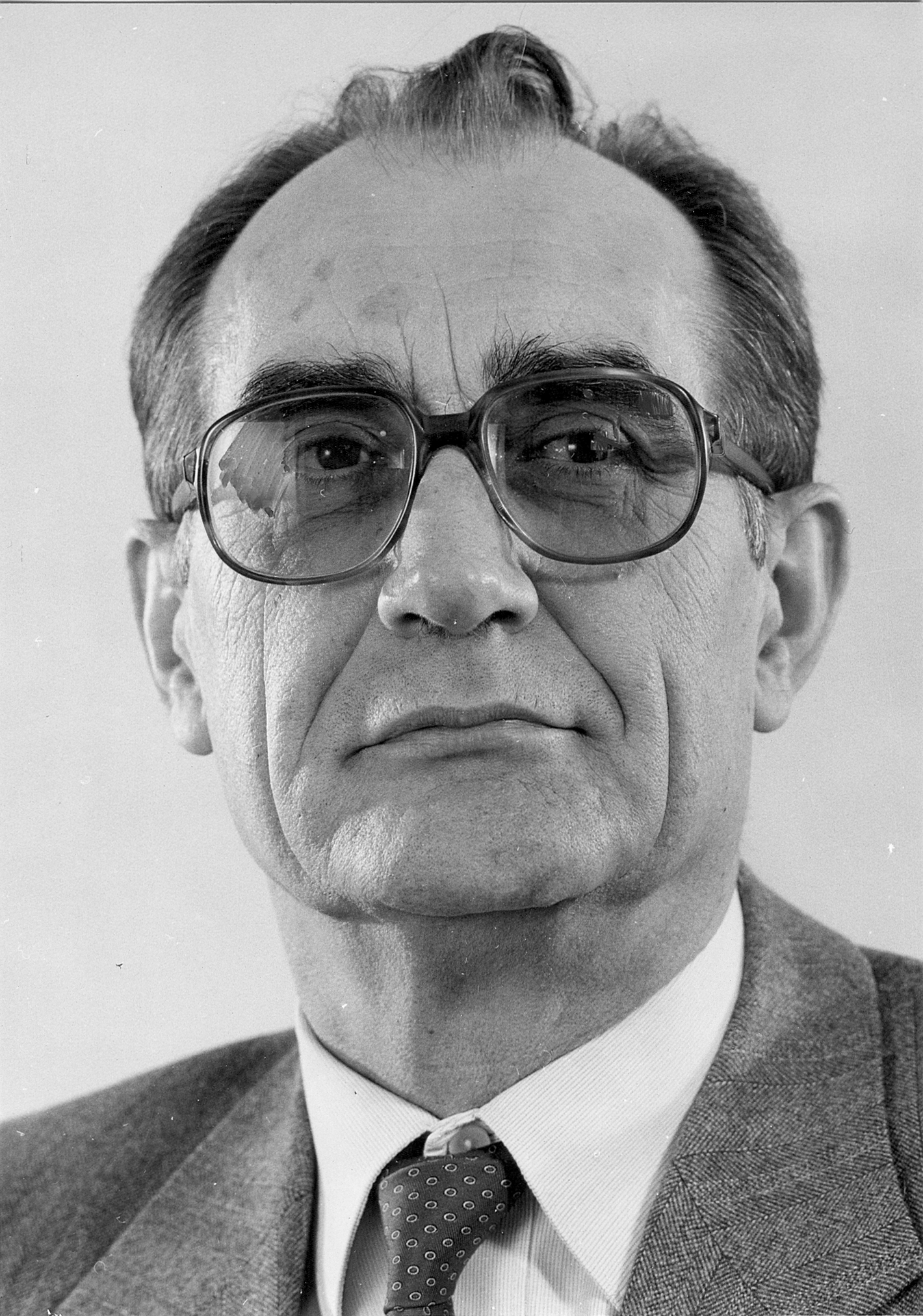
Miroslav Simić (2014)

Miroslav „Mirko“ Simić (* 4. April 1924 in Belgrad, Jugoslawien; † 30. August 2020 in Milton Keynes, England, Vereinigtes Königreich) war ein jugoslawischer Immunologe.

## Leben
Miroslav Simić wurde in Belgrad geboren, wo seine Mutter Hermina, eine Ärztin, sich auf der Durchreise von Prag nach Gnjilane befand. Ihr Mann Milutin, der in Prag Medizin studiert hatte, arbeitete seit kurzem als Bezirksarzt in Gnjilane. Die Familie zog bald nach Novi Sad, wo Miroslav Simić aufwuchs und ein Gymnasium besuchte. 1938 trat er der kommunistischen Jugendorganisation SKOJ bei. Als deren Angehöriger kämpfte er gegen die ungarischen Truppen, die im April 1941 Novi Sad besetzt hatten. Er wurde im Oktober 1941 festgenommen und nach einiger Zeit in ungarischen Lagern schließlich im November 1944 in das KZ Dachau gebracht, wo er bis zum April 1945 inhaftiert war.
Im November 1945 machte er in Novi Sad sein Abitur. Bis 1948 arbeitete er in der Jugoslawischen Botschaft in Paris. Er studierte von 1950 bis 1957 Medizin an der Universität Belgrad. Es folgten strahlenbiologische Forschungstätigkeiten am Institut für Nuklearwissenschaften „Boris Kidrič“ sowie am Argonne National Laboratory in der Nähe von Chicago.
Ab 1969 war er an der Universität Belgrad beschäftigt, wo er das zur Mathematisch-naturwissenschaftlichen Fakultät gehörende Labor für zelluläre Immunologie gründete und 1971 außerordentlicher Professor wurde. 1975 wechselte er als außerordentlicher Professor an die Medizinische Fakultät, dort wurde er 1981 zum ordentlichen Professor ernannt.
Simić ging 1989 in den Ruhestand. Seit 1993 lebte er mit seiner Ehefrau Radmila Mileusnić (* 1947), die 1991 bis 1993 als Professorin an der Universität Belgrad sowie ab 1993 als Dozentin für Neurobiologie und Molekularbiologie an der Open University tätig war, in Milton Keynes.
1983 wurde er zum korrespondierenden Mitglied der Serbischen Akademie der Wissenschaften und Künste (SANU) gewählt. 1995 reichte er einen Austrittsantrag ein, den er mit dem nationalistischen SANU-Memorandum von 1985 begründete, das Grundlage der Politik von Slobodan Milošević sei. Bereits 1993 hatte er sich in einem Buch kritisch mit dem SANU-Memorandum auseinandergesetzt. Ein Austritt ist aber in den Statuten der SANU nicht vorgesehen, er wurde daher bis zu seinem Tode als korrespondierendes Mitglied geführt.

## Veröffentlichungen (Auswahl)
- (mit Tamara Hudnik-Plevnik und Dušan Kanazir): Effect of x-irradiation on the synthesis and composition of pulse-labelled RNA of the liver of the rat foetus, in: Nature, Jg. 214.1967, S. 489f
- Goodbye SANU! Zbirka dokumentata o jednom propalom pokušaju da se zaustavi nacionalističko raspamećivanje Srba, kroz delovanje Srpske akademije nauka i umetnosti i pojedinih akademika, 1993, ISBN 9788686487087